# Narradores de Javé
Narradores de Javé é um filme brasileiro em co-produção com a França de 2003, do gênero drama, dirigido por Eliane Caffé.

## Sinopse
A pequena cidade Javé será submersa pelas águas de uma represa. Seus moradores não serão indenizados e não foram sequer notificados porque não possuem registros nem documentos das terras. Inconformados, descobrem que o local poderia ser preservado se tivesse um patrimônio histórico de valor comprovado em "documento científico". Decidem então escrever a história da cidade, mas poucos sabem ler e só um morador, o carteiro, sabe escrever. Depois disso, o que se vê é uma tremenda confusão, pois todos procuram Antônio Biá, o escrivão da obra de cunho histórico, para acrescentar algumas linhas e ter o seu nome citado.

## Elenco
- José Dumont .... Antonio Biá
- Matheus Nachtergaele .... Souza
- Nélson Dantas .... Vicentino
- Rui Resende .... Vado
- Gero Camilo .... Firmino
- Luci Pereira .... Deodora / Mariardina
- Nelson Xavier .... Zaqueu
- Altair Lima .... Galdério
- Henrique Lisboa .... Cirilo
- Maurício Tizumba.... Samuel

## Principais prêmios e indicações
Cine PE - Festival do Audiovisual
- Venceu nas categorias de melhor filme, direção, montagem, ator (José Dumont), ator coadjuvante (Gero Camilo), edição de som e atriz coadjuvante (Luci Pereira).
- Prêmio da crítica e o Prêmio Gilberto Freyre.

Festival do Rio 2003
- Melhor Filme

- Melhor ator (José Dumont).

Festival Internacional de Friburgo 2003 (Suíça)
- Recebeu o prêmio da crítica.

30º Festival Internacional do Filme Independente de Bruxelas (Bélgica, Europa)
- Dois prêmios, nas categorias de melhor filme independente e de melhor roteiro.

VII Festival Internacional de Cinema de Punta del Este 2004
- Venceu na categoria de melhor filme.

5º Festival de Cinema des 3 Aques 2004 (Quebec, Canadá)
- Venceu na categoria de melhor filme de ficção.